# 莊鵬舉
莊鵬舉（1529年—？），字圖南，又字萬里，號北溟，直隸河間府景州東光縣人，民籍，明朝政治人物。

## 生平
嘉靖四十年（1561年）辛酉科順天鄉試第四十八名舉人，隆慶五年（1571年）中式辛未科會試第二百八十三名，三甲第四十五名進士。刑部觀政，授廣靈縣知縣，萬曆元年（1573年）謫寧羌州判官，升上蔡縣知縣，五年（1577年）以大班糾劾不免冠，下詔獄，謫山東鹽運司知事，升清源縣知縣，卒於官。

## 家族
曾祖莊欽；祖父莊鐸；父莊敬，母劉氏。